# Зарицкий, Юрий Маркович
Юрий Маркович Зарицкий (1921—1975) — советский российский композитор, фольклорист.

## Биография
В начале 1930-х годов обучался в фортепианном классе Ленинградского Дворца пионеров, у педагога С. Ц. Миниович.
В 1938 г. — участник пионерского ансамбля песни и пляски под руководством композитора И. О. Дунаевского.
В 1940—1946 гг. в РККА, участник Великой Отечественной войны, в войсках НКВД по охране железнодорожных сооружений на Волховском фронте, рядовой 51-го полка войск НКВД.
В 1952 году окончил Ленинградскую консерваторию по классу композиции (обучался у Д. Д. Шостаковича и Ю. В. Кочурова). Занимался обработкой финских, русских и карельских народных песен.
В 1952—1954 гг. преподаватель теоретических предметы в Петрозаводском музыкальном училище, занимался сбором песенного фольклора Карелии, был музыкальным редактором академического издания сборника русских народных песен Карельского Поморья.
Известен песнями «Комиссары», «Что у вас, ребята, в рюкзаках», «За Невскою заставою», «Песня альпинистов»
Член Союза композиторов СССР.
В 1956—1958 гг. художественный руководитель эстрадного оркестра в Ленинграде.

## Сочинения
- Поручик Лермонтов (1965)
- Руна о братьях (Петрозаводск, 1972)

балет
- Пламя гнева (1970)

кантаты для хора и симф. Оркестра
- На Волге (1952)
- Мы любим тебя, земля (1958)
- Майские песни (1972)

для хора и оркестра
- Три новеллы о Ленине (сл. С. Давыдова, 1961)

детская сюита
- По родному краю (1957)

для баса с оркестром
- И вечный бой (6 эпизодов, сл. В. Солоухина, исп. 1968)

для оркестра русских народных инструментов
- Концертная сюита (1956)
- Славянские танцы (1959)
- Сюита вальсов (1964)
- Праздничная увертюра (1968)
- Увертюра на русские темы (1950),
- Ивановские ситцы (1970)

песни, в том числе
- Что у вас, ребята, в рюкзаках?
- За Невскою заставою,
- Комиссары
- Гей ты, Висла, светит небо в глубине…
- Блестит озеро: песня для Сегозерского народного хора
- Пионерская походная
- Незабудки : «Говорят, что в карельских лесах…»
- Поет карельский лесоруб
- Атлантика зовет
- Простой финский парень
- Туле раллалей